# Красов, Александр Валентинович
Александр Валентинович Красов (13 июня 1966, Ливны, Орловская область — 2003) — советский и российский футболист, защитник, полузащитник.
Первый тренер — В. А. Красов. В 1987 году играл во второй лиге за «Луч» Владивосток. С 1990 года выступал во второй низшей лиге СССР и второй лиге России за «Спартак» Орёл. В 1992 году перешёл в команду чемпионата Казахстана «Горняк» Хромтау, в составе которой за полтора сезона провёл 24 матча, забил четыре гола. Вернувшись в Россию, выступал за любительский клуб «Ливны» из одноимённого города.
Скончался в 2003 году.